# 田宗顯
田宗顯（561年—633年），字輝先，號耀華，第一代思州土司。
田宗顯為京兆藍田縣（今屬陝西省西安市）人，為田齊宗室的後代。原為世襲的河州軍民千戶，隋開皇二年（582年），因黔中彜族、苗族屢次叛亂，經大臣蘇威舉薦，田宗顯被任命為黔州太守，至當地平定叛亂。後奉命鎮守四州十八堡。
唐朝武德初年，田宗顯歸順，被授黔州知事，加封宣慰榮祿節度使、金龍護國公，子孫世襲宣慰使之職。在位期間，漢人及其他民族的百姓都歸順於他，境內太平安定。貞觀七年（633年）去世，壽七十二歲。其長子田惟康嗣位。
田宗顯墓位今贵州省铜仁市沿河土家族自治县客田镇的莲花坝一两丝。